# Lighttpd
lighttpd (pronunciado lighty) es un servidor web diseñado para ser rápido, seguro, flexible y fiel a los estándares. 
Está optimizado para entornos donde la velocidad es muy importante y por eso consume menos CPU y memoria RAM que otros servidores. Por todo lo que ofrece, lighttpd es apropiado para cualquier servidor que tenga problemas de carga.
lighttpd es software libre y se distribuye bajo la licencia BSD. Funciona en GNU/Linux y UNIX de forma oficial. Para Microsoft Windows actualmente hay una distribución conocida como Lighttpd For Windows mantenida por Kevin Worthington.

## Características
- Virtual hosting (alojar varios dominios en la misma IP)
- CGI, SCGI y FastCGI
- Soporte para PHP, Ruby, Python y otros
- Entorno chroot
- Cifrado SSL
- Compresión (gzip, bzip2, ...)
- Autenticación (LDAP, htpasswd, otros)
- Server Side Includes
- Consumo de memoria constante
- Redirecciones HTTP y reescrituras de URL
- Puede enviar partes de un fichero (rangos)
- Puede usar select() o poll()
- También permite otros sistema de notificación de eventos como kqueue y epoll
- Hace estadísticas mediante RRDtool
- Muestra un listado de ficheros cuando se entra a un directorio sin index.html
- Redirección condicional
- Permite módulos externos
- Cache Meta Language
- Acepta parte de WebDAV

Un listado más detallado de sus características se puede ver aquí.

## Lenguajes de servidor
lighttpd permite comunicarse con programas externos mediante FastCGI o SCGI, que son mejoras al CGI original (también soportado). De esta forma, se pueden usar programas en prácticamente cualquier lenguaje de programación.
Tiene una importancia especial PHP, para el que se han hecho mejoras específicas. También es habitual combinarlo con Ruby on Rails.

## Rendimiento
Según las estadísticas que se pueden encontrar aquí (y en los enlaces a comparativas no oficiales), lighttpd es varias veces más rápido que Apache y thttpd en la mayoría de pruebas.